# Ever Oasis 精霊とタネビトの蜃気楼
『Ever Oasis 精霊とタネビトの蜃気楼』（エヴァーオアシス せいれいとタネビトのミラージュ、英題: Ever Oasis）は、任天堂より2017年7月13日に発売されたニンテンドー3DS用ゲームソフト。アメリカ・ヨーロッパでは同年6月23日に発売された。

## 概要
砂漠に覆われた世界を舞台としたアクションアドベンチャーRPG。プロデューサー及びディレクターは、スクウェア・エニックスのアクションRPG『聖剣伝説』シリーズの生みの親である石井浩一が務めている。石井がかつてエジプトを旅行した際、その幻想的な風景の数々に魅了され、エジプトのような世界をモチーフにしたファンタジー作品を作りたいと考えたことが制作動機の一つとなった。
本作では、「オアシスの発展」と「砂漠での冒険」の2つの要素が柱となっている。拠点となるオアシスにやってくる旅人の要望に応えるために主人公が砂漠を冒険し、要望が叶った旅人がオアシスに定住する、というサイクルが続くことでオアシスが発展していく。

## ストーリー
とある地に広がる大きな砂漠「ヴィストラーダ」では、心の中に種を持つ種族「タネビト」が暮らしており、砂漠に潤いを与える役割を担っていた。一方で、生き物に取り憑き怪物へと変貌させる存在「カオス」がタネビトたちの生活を脅かしていた。この脅威から人々を守るべく、大樹の種を持つタネビト「大樹の子」は水の精霊と力を合わせて大きな虹に包まれたオアシスを形成、その虹の光によりカオスは退けられた。その後、大樹の子たちは各地にわたり、多くのオアシスを作った。
こうして人々が平穏に暮らすようになったヴィストラーダで、ある時、カオスが再び猛威を振るい始めた。カオスは各地のオアシスを次々と飲み込んでいき、その魔手は最後に残されたオアシスにまで及んだ。オアシスを襲撃したカオスの権化・黒竜に対しオアシスの長・ニアカが応戦したが抵抗むなしくオアシスは壊滅し、砂漠から全てのオアシスが消えた。
砂漠の一角にある小さな泉に棲む水の精霊イスナは、オアシスの消滅を嘆いていた。すると突然、イスナの前にひとりのタネビトが現れた。そのタネビトは、最後のオアシスから逃げ延び、長を務めていた兄のニアカから新たなオアシスを作るよう託された「大樹の子」であった。事情を聞き思いを共有したイスナは、大樹の子の手を取りオアシスを作り出した。大樹の子は、この新しいオアシスの長として、オアシスの発展と人々の幸せのため奔走することとなった。

## キャラクター
トト / テテ
本作の主人公。イスナと共に作り上げたオアシスの長を務めるタネビト。他のタネビトには無い特別な能力を持つ「大樹の子」。
前方に竜巻を発生させる風魔法を用いることができる。この風魔法は、オアシスの発展に伴い3段階まで強化される。
ゲーム開始時に性別、瞳の色、肌の色を選べる。デフォルト名は、男の子は「トト」、女の子は「テテ」だが、任意の名前に変更できる。
イスナ
オアシスの長である主人公をサポートする水の精霊。女性の人魚のような姿をしているが、その姿は「大樹の子」のみが視認できる。人々がカオスにおびえずに暮らせる世界を作りたいという夢を抱いている。一方で、そうした自らの理想が本当に正しいのか葛藤することもある。
ニアカ
主人公の兄。長を務めていたオアシスが黒竜に襲われた際、主人公を庇い攻撃を受ける。その後、自らの風魔法で主人公を逃がし黒竜と対峙するが、以降消息を絶つ。
タネビト
主人公をはじめとする人間のような姿の種族。
ケモビト
タネビトと異なる姿をした種族の総称。砂漠の各地に集落を形成している。
ウア族
トカゲのような姿をした長身の種族。おしゃれに強い関心を持つ。
セルケ族
大きな一つ目を持った体格の良い怪力の種族。食に対する関心が強い。
リコス族
リスのような姿をした種族。おもちゃ遊びを好む。
ペンクロウ
ペンギンとフクロウを合わせたような姿の種族。主人公たちとは言葉が通じない。オアシスを訪れ、買い物をして帰っていく。他の種族と違い、その棲み処は作中では描かれていない。

## システム

### オアシス
本作では、オアシスを拠点として物語が展開する。オアシスには様々な旅人が訪れるが、旅人の悩みを解決したり要望を叶えたりすることで「ナカマ」となり、オアシスに定住するようになる。ナカマが一定数に達するごとにオアシスのレベルが上がり発展する。主人公が冒険に出る際にはナカマを選んで連れていくことができる。
なお、本作ではオアシスに限らず常にゲーム内の時間が経過し、昼夜の変化がある。

#### 大通り / 新区画
後述の店「ハナミセ」や、ハナミセの集客や利益を増やす設備「デコ草」「アソビバナ」を設置できる区画。オアシスが発展するごとにエリアが拡大する。「新区画」はオアシスが一定の大きさになった際に新たに追加される。
ハナミセ
ナカマとなったタネビトが営む商店。販売する商品は店ごとに異なるが、それぞれ「グルメ系」「おしゃれ系」「グッズ系」のいずれかに分類される。主人公が各店に納入した素材をもとにタネビトが商品を作り販売する。商品の売買には「アクアジェム」と呼ばれる通貨が用いられ、その売り上げは主人公が受け取ることになる。
素材を納入したり品物が売れたりするごとに各人の「ランクゲージ」が上昇する。ゲージが一定値に達すると各人が主人公に依頼を持ちかけ、望みを叶えるとハナミセがランクアップする（最大3段階）。ランクアップ後には店頭に新商品が追加され、既存商品の在庫の上限が増加するほか、店主のステータスが上昇し、冒険時に用いる新たな能力を覚える。
スマイル
オアシスのナカマたちには、各人の幸福度を表す4段階の「スマイル」が設定されている。スマイルはハナミセに納品された時や主人公の冒険に同行する際に上昇し、ハナミセの商品が品薄・品切れの時や冒険中にHPが0になり気絶した際に低下する。
スマイルの総計は、オアシス一帯を包む「虹の加護」の値として表示される。この値は、主人公たちが冒険する際、全員の最大HPの値に上乗せされる。また、虹の加護の値が低下するとオアシス内に「カオス草」が生え、オアシスを訪れる旅人やハナミセの売り上げが減少する。カオス草は主人公の風魔法で抜くことができる。
フェス
オアシスに大勢の旅人を呼ぶ販売イベント「フェス」を開催することができる。フェスは「グルメフェス」「グッズフェス」「おしゃれフェス」「マハラジャフェス」「精霊の祭り」の5種類がある。前3つはそれぞれセルケ族、リコス族、ウア族が多く訪れ、マハラジャフェスはペンクロウのみが、精霊の祭りは全ての種族が訪れる。「マハラジャフェス」と「精霊の祭り」はゲームクリア後に実施できるようになる。
フェスを開催するには、ケモビトの集落などにいる商人からフェスの種類別のスタンプカードを購入後、ハナミセを営むタネビトたちから合計10個のスタンプを押してもらう必要がある。スタンプは、各ハナミセが一定の利益を上げるごとに押せるようになる。
フェスの開催後はナカマ全員のスマイルが最高の状態になり、虹の加護も最大値になる。この状態はしばらく低下することなく維持される。

#### 栽培園
畑や樹木で作物を育てることができる場所。畑の作物の成熟はゲーム内の時間で2日間を要するが、アクアジェムを消費すると1日で成熟する。オアシスのレベルアップにより栽培できるエリアが広がる。
また、後述のように作物の育成をタネビトに任せることもできる。

#### 噴水広場
オアシスの玄関口となる広場。オアシスを訪れた行商人が露店で品物を販売することがあるほか、オアシスがある程度発展した後に訪れるタネビトの男性「サフラー」とその妹「ジャミレフ」が窓口を開き、主人公の冒険やオアシスの発展をサポートする。
サフラー
共に冒険するナカマの編成や主人公とナカマの装備変更ができるほか、以下の設定を行える。
おまかせ探検
主人公たちがこれまで訪れたことのある地域にケモビトを三人一組で派遣し、素材の探索を行うことができる。探索に成功すると素材を持ち帰るが、成功の度合いによりその量が増加する。また、帰還後には各人に経験値が加算される。
おまかせ栽培
栽培園での栽培をタネビトに任せることができる。タネビトが担当した畑や樹木では、通常の栽培時には見られない作物が育つ。
ジャミレフ
複数のハナミセへの納品をまとめて行えるほか、以下の設定を行える。
道の開発
大通りと新区画の歩道の地面を様々なデザインに変更できる。初回変更時のみ、対応する素材が必要となる。ゲームの進行には影響しない。
やりこみオブジェ
あらかじめ設定された様々な条件を満たすごとにオアシスの住人たちから贈られる巨大なオブジェ。オアシス入り口正面奥の敷地に設置できる。ゲームの進行には影響しない。

#### 大樹の泉
精霊のほこら
泉の中央に位置する、イスナがいるほこら。
自宅
主人公の二階建ての自宅。オアシスの発展に伴い内装が豪華になっていく。
一階では、セーブや主人公の装備の付け替えができる。また、夜にハンモックで寝ると朝まで時間が経過する。二階にある「合成の木」では、複数の素材を用いることで武器などのアイテムを生成できる。

### 砂漠
オアシスの外部は砂漠地帯が広がっている。砂漠は複数の区域に分かれ、ダンジョンや集落がある。各地にはサボテンなど素材として採取できるものが点在し、カオスに侵食された怪物「カオスモンスター」が徘徊している。
冒険は主人公とナカマを合わせ最大3人で行う。冒険中、操作キャラクターは自由に切り替えることができる。冒険に出ているタネビトのハナミセは閉店状態になる。
オアシスや砂漠の各地には「セーブスポット」が設置されている。ここではセーブ、HPの回復、他のセーブスポットへのワープができる。またこれとは別に、任意の場所で「アクアゲート」を用いてオアシスに帰還できる（後述の「ヒエログリフの迷宮」など一部の場所を除く）。帰還後は、オアシスのセーブスポットからアクアゲートを使用した地点へ再び戻れる。

### 戦闘
砂漠やダンジョンでは、カオスモンスターに近づくと戦闘が開始される。カオスモンスターは「ケモノ属」「ウロコ属」「ヨロイ属」「カブト属」「ツバサ属」「フシギ属」「カオス属」の7種類に大別される。複数の属性を備えた敵もいる。屋外に出現する敵の種類は昼と夜で異なり、夜の敵はより高い能力を持つ。
敵を倒し戦闘が終了すると、敵に応じた素材が手に入る。一方、経験値はその場ではなくオアシスに帰還した際にまとめて得られる。経験値が一定値に達するとレベルアップしステータスが上昇する。この時、特別な能力が備わることもある。

#### 武器
剣、ボーラ、杖、ボウガンはそれぞれ多くの種類があり、オアシスで装備を変更できる。一方、ヤリ、ハンマー、双剣は初期装備のもののみで変更はできない。装備できる武器はキャラクターごとに異なる。一部の武器はダンジョンの謎解きにも用いられる。
ボーラ、杖、ボウガン以外の武器は、攻撃時に攻撃ボタンをタイミングよく押すことでコンボが発動し大ダメージを与えることができる。また、レベルアップすることで、より威力の高いコンボが追加される。
各武器は敵の属性との相性があり、属性が有利な場合はダメージが増加し不利な場合は減少する。以下の（）内は○が有利、×が不利。
剣 （○：ケモノ属）
標準的な性能を持つ。主人公の初期の武器種。
ボーラ （○：ヨロイ属、カブト属）
ブーメランのように投げつけて少し離れた敵を攻撃できる。
杖 （○：フシギ属、カオス属）
魔法弾を放ち離れた敵を攻撃できる。
ダンジョン内にある特定の輝く石に向けて使うと地形が大きく変化する。
ボウガン （○：ツバサ属）
矢を放ち遠く離れた敵を攻撃できる。
ヤリ （○：ウロコ属　×：ヨロイ属、カブト属）
ウア族の専用武器。広範囲を攻撃できる。
ダンジョン内に設置されたフックに引っ掛けてぶら下がると仕掛けが作動する。
ハンマー （○：ヨロイ属、カブト属　×：ウロコ属）
セルケ族の専用武器。攻撃速度は遅いが威力が高い。
ダンジョン内にある岩を砕くことができる。
双剣 （○：ケモノ属、カオス属　×：ツバサ属、フシギ属）
リコス族の専用武器。攻撃範囲は狭いが素早く攻撃できる。
ダンジョン内に張っているクモの巣を切り裂くことができる。

#### クラス
主人公とナカマにはクラスが設定されている。主人公とケモビトのクラスは固有のもので、主人公以外のタネビトは「魔法使い」「ヒーラー」「コレクター」のいずれかのクラスについている。クラスの変更はできない。
クラスごとに特有の能力があり、同行するナカマ全員に好影響を与える。
オアシスの長
主人公専用クラス。剣、ボーラ、杖、ボウガンの4種の武器を扱える。
魔法使い
一部のタネビトのクラス。魔法の威力が上がる。ボーラと杖のいずれか1つの武器を扱う。
ヒーラー
一部のタネビトのクラス。HPが少しずつ回復する。剣、ボーラ、杖、ボウガンのいずれか1つの武器を扱う。
コレクター
一部のタネビトのクラス。アイテム入手数が増加する。剣とボウガンのいずれか1つの武器を扱う。
戦士
ウア族専用クラス。攻撃力が増加する。ヤリを扱う。
守り人
セルケ族専用クラス。防御力が増加する。ハンマーを扱う。
レンジャー
リコス族専用クラス。敵の攻撃を回避する性能が上がる。双剣を扱う。

### ダンジョン
砂漠の各地には大小様々なダンジョンがある。ダンジョン内には仕掛けが施されていることが多く、前述のように武器を用いて仕掛けを作動させたり、一部のタネビトが持つ能力「シードボール」（体をボールのように変化させて転がる能力）や「パラフラワー」（高く跳び上がり滑空する能力）を駆使して攻略することになる。一部のダンジョンには強力なボスがおり、撃破することで重要アイテムが手に入る。

#### ヒエログリフの迷宮
砂漠の特定の3箇所には「砂漠の迷宮」「樹海の迷宮」「大峡谷の迷宮」というダンジョンがある。これら3つは「ヒエログリフの迷宮」と呼ばれている。いずれもゲームクリアに必須のものではないが、迷宮内では他の場所には無いアイテムを入手できる。
迷宮の入り口前にある台に冒険の中で入手した石版を3枚はめ込むことで内部に入れる。石板は「カブト」「ケモノ」「ウロコ」「ツバサ」「カオス」の絵柄のものがそれぞれ金、銀、銅の3色ずつある。迷宮内では石板の種類に応じた属性の敵が多く登場する。また、銅、銀、金の順で強い敵が登場し、珍しいアイテムが出現しやすくなる。
迷宮は多くの部屋が連なって構成されている。部屋の種類は主に、強敵が出現する部屋、罠が設置された部屋、宝箱が置かれた部屋、「ヒールスポット」（後述）が設置された部屋の4つがあり、それぞれの部屋の扉は赤、青、緑、黄のいずれかの色に染まっている。同色の部屋は全て同じ特徴を持つ。部屋の種類は迷宮の探索ごとに毎回変化する。
迷宮の最奥にいるボスを倒し、その先の部屋にある宝箱の中身を取得すると迷宮のクリアとなる。
迷宮内には、通常のダンジョンには無い以下のような仕掛けがある。
運命のスイッチ
一部の無彩色の扉の前には色の異なる2つのスイッチが設置されている（色は赤、青、緑、黄のいずれか）。スイッチを作動させると、扉の色がスイッチと同じ色に変化する。
ブーストオーブ
この宝玉が設置された部屋では敵の能力が強化される。また、宝玉に衝撃を与えると逆に主人公たちの能力が一時的に上昇する。
ヒールスポット
触れると全員のHPが全回復する。使用できるのは1回のみ。
リターンスポット
迷宮の外に帰還する。迷宮内で入手した経験値やアイテムはそのまま得られるが、クリア扱いにはならない。